# Мечеть Султана Хаджі Хассанала Болкіаха
Мечеть султана Хаджі Хасанала Болкіаха, розташована в місті Котабато-Сіті і є другою за величиною мечеттю на Філіппінах, яка вміщує 15 000 осіб. Мечеть Султана Хаджі Болкіаха розташована в Барангаї Каланганан II. Це також третя за величиною мечеть у Південно-Східній Азії після мечеті Істікляль в Індонезії та Великої мечеті Мараві.

## Будівництво
Мечеть була споруджена в 2011 році, як повідомляється, будівництво будівлі обійшлося в 48 мільйонів доларів США. Близько 53% вартості будівництва частково профінансував султан Брунею Хассанал Болкіах, на честь якого названа мечеть, а решту профінансувала адміністрація президента Нойной Акіно. Будівельні роботи були виконані фірмою New Kanlaon Construction, Inc. з Маніли, керівником проекту став Річард Харріс Джордан. До квітня 2011 року мечеть готова на 99,12%. Для будівництва мечеті було найнято 300 робітників.

## Архітектура та дизайн
Мечеть султана Хаджі Хасанала Болкіаха була спроектована місцевою архітектурною фірмою Palafox Associates Феліно Палафокса. Куполи мечеті пофарбовані в золото, а їх кінчики прикрашені півмісяцями. Мінарети будівлі мають висоту 43 метри (141 фут) і освітлюються вночі, що служить орієнтиром для пілотів літаків, які літають поблизу цього району. Сама будівля займає площу 5000 квадратних метрів (54 000 квадратних футів) або півгектара на ділянці площею п’ять гектарів.

## Управління
Мечеть управляється та керується регіональним урядом Бангсаморо. До цього орган, відповідальний за його управління, був оскаржений із заявами, що або місцева влада міста Котабато, або неіснуючий автономний район на мусульманському Мінданао (ARMM) повинні керувати релігійним об’єктом. Суперечка спонукала національний уряд тимчасово взяти на себе управління мечеттю, за винятком виділення коштів на утримання будівлі, яким опікувалися сусідні мешканці. У листопаді 2019 року національний уряд запропонував передати свою роль управління мечеттю регіональному уряду Бангсаморо, який прийшов на зміну ARMM у першому кварталі того ж року в рамках перехідного процесу. 8 січня 2020 року мечеть була офіційно передана регіональному уряду Бангсаморо.